# Andrejs Perepļotkins
Andrejs Perepļotkins, né le 27 décembre 1984 à Kharkiv en Ukraine, est un footballeur international letton, qui évolue au poste d'attaquant.

## Biographie

### Carrière de joueur
Andrejs Perepļotkins dispute 5 matchs en Ligue des champions de l'UEFA, pour un but inscrit, 6 matchs en Ligue Europa, pour un but inscrit, 5 matchs en Ligue des champions de l'AFC, et 12 match en Coupe de l'AFC, pour 4 buts inscrits,.

### Carrière internationale
Andrejs Perepļotkins compte 36 sélections et 3 buts avec l'équipe de Lettonie entre 2007 et 2012. 
Il est convoqué pour la première fois par le sélectionneur national Jurijs Andrejevs pour un match des éliminatoires de l'Euro 2008 contre le Liechtenstein le 28 mars 2007 (défaite 1-0). Par la suite, le 26 mars 2008, il inscrit son premier but en sélection contre Andorre, lors d'un match amical (victoire 3-0).  Il reçoit sa dernière sélection le 1er juin 2012 contre la Lituanie (victoire 5-0).

## Palmarès

### En club
- Avec le Skonto Riga
  - Champion de Lettonie en 2004 et 2010
  - Vainqueur de la Coupe de Livonie en 2004 et 2005

- Avec le Nasaf Qarshi
  - Vainqueur de la Coupe de l'AFC en 2011

- Avec le Caramba/Dinamo Riga
  - Champion de Lettonie de D2 en 2015

### En sélection
- Vainqueur de la Coupe baltique en 2008 et 2012

## Statistiques détaillées

### En club
| Saison                | Club                   | Championnat           | Championnat | Championnat | Coupe(s) nationale(s) | Coupe(s) nationale(s) | Compétition(s) continentale(s) | Compétition(s) continentale(s) | Compétition(s) continentale(s) | Lettonie | Lettonie | Total | Total |
| Saison                | Club                   | Division              | M.          | B.          | M.                    | B.                    | Comp.                          | M.                             | B.                             | M.       | B.       | M.    | B.    |
| 2003                  | Bohemians              | League of Ireland     | -           | -           | -                     | -                     | C1                             | 2                              | 0                              | -        | -        | 2     | 0     |
| 2004                  | Bohemians              | League of Ireland     | 18          | 3           | -                     | -                     | -                              | -                              | -                              | -        | -        | 18    | 3     |
| 2004                  | Skonto Riga            | Virslīga              | 13          | 9           | -                     | -                     | C1                             | 1                              | 0                              | -        | -        | 14    | 9     |
| 2005                  | Skonto Riga            | Virslīga              | 27          | 8           | -                     | -                     | C1                             | 2                              | 1                              | -        | -        | 29    | 9     |
| 2006                  | Skonto Riga            | Virslīga              | 11          | 3           | -                     | -                     | C3                             | 1                              | 0                              | -        | -        | 12    | 3     |
| 2007                  | Skonto Riga            | Virslīga              | 22          | 3           | -                     | -                     | C3                             | 2                              | 1                              | 3        | 0        | 27    | 4     |
| 2008                  | Skonto Riga            | Virslīga              | 15          | 2           | -                     | -                     | -                              | -                              | -                              | 4        | 2        | 19    | 4     |
| 2008-2009             | Derby County           | Championship          | 2           | 0           | 1                     | 0                     | -                              | -                              | -                              | 5        | 0        | 8     | 0     |
| 2009                  | Skonto Riga            | Virslīga              | 28          | 11          | -                     | -                     | -                              | -                              | -                              | 6        | 1        | 34    | 12    |
| 2010                  | Skonto Riga            | Virslīga              | 25          | 8           | 3                     | 1                     | C3                             | 1                              | 0                              | 10       | 0        | 39    | 9     |
| 2011                  | Nasaf Qarshi           | Uzbek League          | 24          | 7           | -                     | -                     | AC                             | 12                             | 4                              | 5        | 0        | 41    | 11    |
| 2012                  | Nasaf Qarshi           | Uzbek League          | 16          | 1           | -                     | -                     | ACL                            | 5                              | 0                              | 3        | 0        | 24    | 1     |
| 2013                  | Narva Trans            | Meistriliiga          | 7           | 1           | 2                     | 1                     | C3                             | 2                              | 0                              | -        | -        | 11    | 2     |
| 2013                  | Daugava Riga           | Virslīga              | 13          | 1           | -                     | -                     | -                              | -                              | -                              | -        | -        | 13    | 1     |
| 2013-2014             | Ararat Erevan          | Premier-Liga          | 12          | 2           | -                     | -                     | -                              | -                              | -                              | -        | -        | 12    | 2     |
| 2014-2015             | ENAD Polis Chrysochous | B Kategoria           | 14          | 1           | -                     | -                     | -                              | -                              | -                              | -        | -        | 14    | 1     |
| 2015                  | Caramba/Dinamo Riga    | 1. līga               | 25          | 20          | 1                     | 0                     | -                              | -                              | -                              | -        | -        | 26    | 20    |
| Total sur la carrière | Total sur la carrière  | Total sur la carrière | 272         | 80          | 7                     | 2                     | -                              | 28                             | 6                              | 36       | 3        | 343   | 91    |

### Buts en sélection
Le tableau suivant liste les résultats de tous les buts inscrits par Andrejs Perepļotkins avec l'équipe de Lettonie.